# Arturo Sanhueza
Héctor Arturo Sanhueza Medel (ur. 11 marca 1979 w Concepción) – chilijski piłkarz występujący na pozycji pomocnika. Zawodnik klubu Deportes Iquique.

## Kariera klubowa
Sanhueza zawodową karierę rozpoczynał w 1999 roku w zespole Arturo Fernández Vial. Jego barwy reprezentował przez jeden sezon. W 2000 roku trafił do Evertonu Viña del Mar, gdzie również spędził jeden sezon. W 2001 roku odszedł z kolei do Santiago Wanderers. W tym samym roku zdobył z nim mistrzostwo Chile. W Santiago grał przez 4 sezony.
W 2005 roku Sanhueza podpisał kontrakt z CSD Colo-Colo. W ciągu 6 sezonów spędzonych w tym klubie, wywalczył z nim 4 mistrzostwa fazy Clausura (2006, 2007, 2008, 2009) oraz 2 mistrzostwa fazy Apertura (2006, 2007).
W 2011 roku odszedł do Deportes Iquique. Zadebiutował tam 6 lutego 2011 roku w zremisowanym 1:1 meczu rozgrywek Primera División de Chile z Cobreloą.

## Kariera reprezentacyjna
W reprezentacji Chile Sanhueza zadebiutował 15 listopada 2001 roku w zremisowanym 0:0 meczu eliminacji Mistrzostw Świata 2002 z Ekwadorem. W 2007 roku został powołany do kadry na Copa América. Na tamtym turnieju, zakończonym przez Chile na fazie grupowej, zagrał w pojedynkach z Ekwadorem (3:2), Brazylią (0:3), Meksykiem (0:0) oraz ponownie z Brazylią (1:6).